# Alekséi Navalni
Alekséi Anatólievich Navalni o Alexéi Anatólievich Navalni (en ruso: Алексей Анатольевич Навальный, romanizado: Alekséj Anatól'jevič Naval'nyj; Odintsovo, óblast de Moscú, RSFS de Rusia, Unión Soviética, 4 de junio de 1976 - Jarp, Yamalia-Nenetsia, 16 de febrero de 2024) fue un abogado, político, activista y preso político ruso, Fundó la Fundación Anticorrupción (FBK) en 2011. Amnistía Internacional lo reconoció como preso de conciencia y fue galardonado con el Premio Sájarov por su labor en materia de derechos humanos. Navalni sufrió varias condenas y encarcelamientos y un intento de envenenamiento.
En las elecciones a la alcaldía de Moscú en 2013, logró el 27,24 % de los votos. En 2011, fundó la ONG Fundación Anticorrupción, cuyo objetivo es la investigación de la corrupción de funcionarios, autoridades y empresas rusas controladas por el Estado. Utiliza su bitácora para organizar peticiones a gran escala de la ciudadanía frente a lo que él considera problemas de Rusia, principalmente relacionados con la corrupción, de acuerdo con las leyes de la propia Federación de Rusia, que parecen ser ampliamente ignoradas por los funcionarios, las autoridades y las empresas controladas por el Estado. Así, el Índice de percepción de corrupción 2018 situaba a Rusia en el puesto 138 de los 180 países analizados. En 2023, Rusia descendió al puesto 141 del Índice.
Fue el único líder político en Rusia a favor de la legalización del matrimonio entre personas del mismo sexo. Escribió regularmente en medios de comunicación rusos independientes, así como para la edición rusa de la revista Forbes.
El 20 de agosto de 2020, fue hospitalizado inconsciente en estado grave e ingresado en cuidados intensivos en el hospital de Omsk en Siberia. Su portavoz denunció que «ha sido envenenado, intoxicado».  El viernes 21 de agosto, un avión medicalizado salió de Alemania hacia Omsk para trasladar a Navalni a Berlín. Tras la negativa inicial de los médicos del hospital a que fuera trasladado, ese mismo día se estableció que el paciente estaba estable y se autorizó su traslado. El avión llegó al aeropuerto de Berlín el sábado 22 de agosto a las 9 de la mañana.
El lunes 24 de agosto, el Hospital Charité de Berlín confirmó en un comunicado que «la evidencia clínica sugiere una intoxicación por una sustancia que pertenece al grupo de los inhibidores de la colinesterasa» y que su estado era «grave pero no potencialmente mortal». El 27 de agosto, la fiscalía rusa solicitó a Alemania los datos sobre la situación de salud de Navalni y afirmó que no veía «ninguna prueba de actos criminales». El 2 de septiembre, el Gobierno federal de Alemania confirmó que las pruebas de toxicología llevadas a cabo por un laboratorio especializado del Ejército alemán eran «inequívocas» respecto del envenenamiento con el agente nervioso Novichok. El 7 de septiembre, el hospital Charité informó que había salido del coma inducido y que respondía a estímulos verbales. El 23 de septiembre, recibió el alta del hospital con optimismo en torno a su total recuperación. Su portavoz señaló que permanecería en Alemania porque el tratamiento todavía no había terminado.
El 17 de enero de 2021, regresó a Rusia junto a su esposa tras permanecer cinco meses en Alemania después de su envenenamiento. Navalni fue arrestado al cruzar el control de pasaportes, acusado de incumplir las condiciones de una condena previa por corrupción. Previamente había sido advertido de regresar al país para que cumpliera los términos de su prisión suspendida. El juzgado del distrito de Jimki decretó prisión provisional hasta el 15 de febrero, día en el que debía decidirse si continuaba en prisión o regresaba al régimen abierto de condena que disfrutaba antes del envenenamiento.
El 19 de enero, la Fundación Anticorrupción dirigida por Navalni publicó la investigación titulada El palacio de Putin: historia del mayor soborno acerca del palacio que tiene Putin a orillas del mar Negro, en Gelendzhik. La investigación concluye en un documental con subtítulos en inglés, así como con un informe publicado exclusivamente en ruso. El vídeo con el documental contaba con doce millones de visualizaciones a las nueve horas de su aparición en YouTube. Tras el fallecimiento de Navani en febrero de 2024, el documental contaba con 130 millones de visualizaciones.
Cuando Rusia comenzó a prepararse para una invasión a gran escala de Ucrania, el 22 de diciembre de 2021, el equipo de Navalni publicó una investigación documental sobre Aleksander Borodai (el primer jefe de la RPD), instando a los rusos a no participar en las hostilidades contra Ucrania.
El 22 de marzo de 2022, fue declarado culpable por un tribunal ruso y condenado a una pena de nueve años por «fraude y desacato a tribunales rusos». El juicio es considerado como un fraude por numerosos países.
El 16 de febrero de 2024, el Servicio Federal Penitenciario de la Federación de Rusia informó de su muerte en la prisión IK-3 de Jarp, en Yamalia-Nenetsia, un «centro correccional» conocido como «Lobo Polar» por estar en las inmediaciones del círculo polar ártico.

## Biografía
Se graduó en la Universidad Rusa de la Amistad de los Pueblos en 1998. En los años 1999-2001 se especializó en finanzas y crédito en la Universidad de Finanzas bajo el Gobierno de la Federación de Rusia. Navalni obtuvo una beca del programa «Yale World Fellows», concebido con el objetivo de «crear una red global de líderes emergentes y facilitar el entendimiento internacional», de la Universidad de Yale en 2010.

### Trayectoria política
Desde 1999 hasta 2007, Navalni perteneció al partido liberal Yábloko, que abandonó cuando estaba siendo analizada su expulsión. En 2011, la BBC describió a Navalni como «posiblemente la única figura opositora de peso que ha emergido en Rusia en los últimos cinco años». Fue apodado el «Erin Brockovich» ruso por la revista Time, y nombrado Persona del Año 2009 por el diario ruso Védomosti.
Tras la celebración de las elecciones legislativas rusas del 4 de diciembre de 2011, llamó a las protestas desde su blog y su cuenta de Twitter, con más de dos millones de seguidores hasta la fecha, denunció irregularidades en los comicios; dos días después, unas cinco mil personas respondieron a su convocatoria frente al Kremlin de Moscú. Navalni fue arrestado y sentenciado a quince días de prisión. Fue excarcelado el 20 de diciembre.
Unos días después, las protestas contra el resultado de las elecciones reunían a veinticinco mil hasta cincuenta mil personas. En fechas cercanas a la Navidad, habiéndose extendido a varias ciudades más, las protestas reunían en Moscú a veintinueve mil hasta cien mil personas.
En julio de 2013, Navalni fue juzgado culpable de malversación de fondos y condenado a cinco años de prisión por la justicia rusa. La condena fue denunciada por la Unión Europea y Estados Unidos, como un proceso influido por intereses políticos: el «propósito adicional» del proceso penal contra Alekséi Navalni justificó la investigación de violación del artículo 18 del CEDH contra la Federación de Rusia, en la sentencia del 15 de noviembre de 2018 de la Gran Sala del Tribunal Europeo de Derechos Humanos.
Candidato a las elecciones municipales en Moscú en 2013, centra su campaña en la denuncia de los inmigrantes, a los que califica de «delincuentes».

### Fundación Anticorrupción
En 2011, Navalni creó la ONG Fundación Anticorrupción (en ruso: Фонд борьбы с коррупцией), cuyo objetivo es la investigación de la corrupción de funcionarios, autoridades y empresas rusas controladas por el Estado. Dichas investigaciones dieron lugar a varios informes y documentales, entre los que destacan los informes referidos al fiscal general Yuri Chaika (2015) y el primer ministro Dmitri Medvédev (2017).
El documental Chaika (en ruso: Чайка - Gaviota) en agosto de 2020 contaba con más de trece millones de reproducciones. El documental No lo llamen Dimón (en ruso: Он вам не Димон, On vam ne Dimón), en cuyo título figura la forma coloquial del nombre Dmitri, obtuvo 1,5 millones de reproducciones el día de su publicación en internet, mientras que para agosto de 2020 lo habrían visto cerca de treinta y seis millones de espectadores.
Al preguntársele, en una entrevista con varios medios de comunicación en 2017, por qué no demandaba a Navalni si consideraba su informe desestimable, Dmitri Medvédev contestó que no quería hacer publicidad al opositor.

## Agresiones y envenenamientos
En 2017, sufrió una agresión cuando salía de su oficina y le rociaron los ojos con un desinfectante.
En el verano de 2019, en una de sus últimas detenciones, Navalni acusó al poder de haberlo envenenado tras la aparición de una inexplicable hinchazón de los párpados y múltiples abscesos en el cuello, espalda, torso y codos.

### Envenenamiento el 20 de agosto de 2020

#### Envenenamiento e ingreso en un hospital de Siberia
El 20 de agosto de 2020, cuando estaba en un vuelo desde la ciudad siberiana de Tomsk hasta la propia capital rusa de Moscú, el avión realizó un aterrizaje de urgencia en Omsk, donde fue hospitalizado de urgencia, inconsciente, en estado grave e ingresado en cuidados intensivos. Su portavoz Kira Yármysh señaló que «Suponemos que ha sido envenenado con alguna cosa mezclada en su té. Es lo único que ha bebido esta mañana. Los médicos señalaron en un principio, según las primeras declaraciones de quienes acompañaban a Navalni, que la toxina había sido absorbida con mayor rapidez porque el líquido estaba caliente». Yármysh informó que Navalni estaba con un respirador artificial y que se había exigido a la policía que acudiera al hospital denunciando el envenenamiento.
Tanto Francia como Alemania informaron de la disposición a acoger a Navalni y ofrecerle atención médica, respondiendo así a la petición de la médica personal de Navalni, Anastasia Vasílieva, que había pedido a las autoridades que le permitieran salir del país. El portavoz del presidente Putin declaró que el Kremlin respondería favorablemente a la solicitud y que se trataba solo de una decisión médica.
El viernes 21 de agosto, se informó que el equipo médico que lo atendía en el hospital, dirigido por el doctor Aleksandr Murajovski, «no ha identificado veneno ni en la sangre ni en la orina» y no creía que hubiera sufrido un envenenamiento y aseguró que se trataba de un problema metabólico de bajada de azúcar en la sangre. Reconocieron, sin embargo, que se habían encontrado rastros de productos químicos industriales en la ropa y en los dedos. Los colaboradores de Navalni de la Fundación Anticorrupción ven indicios de que ese diagnóstico ha sido formulado bajo presión de personas externas al equipo del hospital. Como puede comprobarse en la foto tomada por la portavoz de Navalni, Kira Yármysh, dichas personas desconocidas, que se negaron a contestar a sus preguntas, estaban alojadas en el despacho del director del hospital, mientras que el propio Murajovski se había ausentado de su despacho.
El 21 de agosto, Amnistía Internacional emitió un comunicado en el que exigía una exhaustiva investigación independiente sobre el presunto envenenamiento de Navalni. «Lo que le ha ocurrido a Navalni, se parece indiscutiblemente a lo sucedido a otras personas que se mostraban también muy críticas con las autoridades rusas, como el político Vladímir Kará-Murzá (hijo) y Piotr Verzílov, productor del grupo punk Pussy Riot. El mismo Alekséi cayó gravemente enfermo cuando estuvo sometido a detención administrativa hace un año. Ninguno de estos incidentes se ha investigado».
Los médicos del hospital de la ciudad siberiana de Omsk insistieron el viernes por la mañana en que no estaba en condiciones de ser trasladado; sin embargo, el equipo médico alemán desplazado a Siberia aseguraba que se daban las condiciones de poderlo trasladar a Berlín. La familia de Navalni ha acudido al Tribunal Europeo de Derechos Humanos (TEDH) para solicitar apoyo para que se autorice el traslado. El TEDH dictó una medida preliminar en favor del opositor, exigiendo a las autoridades rusas presentar el informe médico a la familia de Navalni, así como dar acceso a su médico personal para visitar al paciente.  Finalmente el viernes por la tarde, se anunció la autorización del hospital para que Navalni fuera trasladado a Alemania. La esposa de Navalni, Yulia Naválnaya, ha declarado que los médicos del hospital de Omsk demoraban deliberadamente la salida del opositor para que la sustancia tóxica causante del envenenamiento desaparezca del cuerpo de la víctima.

#### Traslado al hospital Charité de Berlín y diagnóstico médico
El 21 de agosto, el avión ambulancia con un equipo médico había viajado desde Alemania a Omsk para trasladar a Navalni a Berlín con el objetivo de ser tratado en el Hospital Charité. La iniciativa fue coordinada por la Fundación Cinema for Peace cuyo presidente es el productor Jaka Bizilj, quien ya organizó una acción idéntica en 2018 tras el envenenamiento de Piotr Verzílov, un miembro del grupo opositor Pussy Riot. A las nueve de la mañana del sábado 22 de agosto, el avión que trasladaba a Navalni aterrizaba en el aeropuerto de Berlín. El hospital Charité ha confirmado el inicio del tratamiento de Navalni. Según ha declarado el colaborador de Navalni Leonid Vólkov, el traslado del opositor en el avión medicalizado ha sido financiado por la Zimin Foundation, una fundación de los empresarios y filántropos rusos Dmitri y Borís Zimín.
El lunes 24 de agosto, tras haberse realizado unas exhaustivas pruebas en laboratorios independientes, el equipo médico que trata a Navalni en el Hospital Charité de Berlín determinó que el opositor fue envenenado con una sustancia del grupo de inhibidores de la acetilcolinesterasa. Con el fin de identificar la sustancia exacta, el paciente que se encuentra en coma inducido será sometido a posteriores exámenes. El pronóstico es incierto no descartándose efectos del envenenamiento a largo plazo, incluidos los que afectan al sistema nervioso.
Según la revista alemana Der Spiegel y el medio de investigación Bellingcat, el equipo médico del Hospital Charité se ha puesto en contacto con los médicos búlgaros que en 2015 trataron al empresario Emilián Guébrev a causa del envenenamiento con una sustancia de la familia de agentes nerviosos Novichok. Los médicos alemanes sospechan que la sustancia tóxica empleada en el envenenamiento de Navalni podría pertenecer a la misma familia de compuestos orgánicos denominados organofosforados. Los resultados de la investigación conjunta de Der Spiegel, Bellingcat y The Insider acerca de los responsables del envenenamiento del empresario búlgaro fueron presentados en noviembre de 2019.
Pocos días después, el jueves 27 de agosto la fiscalía rusa pidió a Alemania los datos sobre la salud de Navalni y aseguró en un comunicado que «Se ha invitado a la parte alemana a proporcionar a las autoridades rusas explicaciones, información y pruebas de los diagnósticos preliminares realizados por ellas, así como documentos sobre datos médicos y de investigación de especialistas alemanes».
El 2 de septiembre de 2020, el gobierno de Alemania confirmó que el laboratorio especializado del Ejército alemán había encontrado pruebas inequívocas del envenenamiento de Navalni con un agente nervioso del grupo Novichok. La canciller alemana Angela Merkel ha exigido explicaciones al gobierno de Rusia. Tras hacerse pública la noticia, el 3 de septiembre la Organización para la Prohibición de las Armas Químicas emitió un comunicado en el que recuerda que, según la Convención sobre Armas Químicas, cualquier envenenamiento de un individuo mediante un agente nervioso es considerado como empleo de arma química. Asimismo declara que la organización está pendiente del desarrollo de la situación así como dispuesta a prestar ayuda a cualquier Estado que requiera su asistencia.

#### Evolución
El 7 de septiembre, según informó en una nota el Hospital Charité, «el paciente ha salido del coma inducido y se le retiró la respiración asistida». Los médicos aseguran que empieza a responder cuando se le habla, pero advierten de que es «demasiado pronto para determinar los efectos a largo plazo del grave envenenamiento».
El 23 de septiembre, recibió el alta del hospital pero su portavoz Kira Yármysh anunció que continuaría en Alemania por el momento porque su tratamiento no había finalizado.

#### Reacciones nacionales
El 25 de agosto de 2020, el portavoz del presidente ruso Dmitri Peskov rechazó los llamamientos internacionales a abrir una investigación criminal sobre lo ocurrido con el líder opositor ruso, Alekséi Navalni, ingresado en coma en Berlín.
El 26 de agosto, el empresario ruso Yevgueni Prigozhin, al que medios rusos llaman el «cocinero de Putin» y probable propietario del Grupo Wagner y de la Agencia de Investigación de Internet, afirmó que tiene el propósito de arruinar al líder opositor Alekséi Navalni. Asimismo puntualizó que «si el camarada Navalni se va adonde nuestro Señor, personalmente no tengo el propósito de perseguirle en este mundo».
El 27 de agosto, la Policía de Transporte de la Dirección regional del Ministerio de Interior de Rusia para el Distrito Federal de Siberia ha declarado que el pasado 20 de agosto ha iniciado una indagación previa sobre el posible envenenamiento del opositor Alekséi Navalni.

#### Reacciones internacionales
El 21 de agosto de 2020, Amnistía Internacional emitió un comunicado en el que exigía una exhaustiva investigación independiente sobre el presunto envenenamiento de Navalni.
 Tras conocerse el diagnóstico emitido por el equipo médico que atiende a Navalni en Berlín, Josep Borrell, Alto representante de la Unión para Asuntos Exteriores y Política de Seguridad de la Unión Europea, el 24 de agosto ha condenado enérgicamente lo que al parecer ha sido un atentado contra la vida del opositor y ha instado a las autoridades de Rusia iniciar, sin dilación, una investigación independiente y transparente del envenenamiento de Alekséi Navalni. El 3 de septiembre, el alto representante de la Unión Europea para la Política Exterior, Josep Borrell, condenó   el intento de asesinato del opositor ruso Alekséi Navalni y pidió una «acción internacional conjunta» en respuesta a lo ocurrido, sin descartar las sanciones. Borrell indicó que «la impunidad no debe ni será tolerada» y añadió que la UE «insta a la Federación de Rusia a que coopere plenamente con la Organización para la Prohibición de las Armas Químicas (OPAQ) para garantizar una investigación internacional imparcial».
 Alemania La canciller Angela Merkel y el ministro de Exteriores Heiko Maas de Alemania el 24 de agosto hicieron un llamamiento a las autoridades de Rusia para que lleven a cabo una urgente, completa y transparente investigación del suceso que permita identificar y entregar a la justicia a sus responsables.
En un comunicado de prensa del 2 de septiembre de 2020, el gobierno de la República Federal de Alemania anunció lo siguiente:

A invitación de la Charité - Universitätsmedizin Berlin, un laboratorio especial de las fuerzas armadas alemanas llevó a cabo una investigación toxicológica sobre muestras de Alekséi Navalni. Esto reveló la prueba inequívoca de un agente químico nervioso del grupo de Novichok. Alekséi Navalni había sido llevado a Berlín para recibir tratamiento médico el 22 de agosto, procedente de Rusia con síntomas de envenenamiento.
La canciller Angela Merkel, así como el Ministro Federal de Finanzas Olaf Scholz, el Ministro de Relaciones Exteriores Heiko Maas, el Ministro Federal del Interior Horst Seehofer, la Ministra Federal de Justicia Christine Lambrecht, la Ministra Federal de Defensa Annegret Kramp-Karrenbauer, y el Jefe de la Cancillería Prof. Helge Braun discutieron el asunto esta tarde y acordaron los pasos a seguir.

Es un hecho inquietante que Alekséi Navalni se haya convertido en víctima de un ataque con un agente químico nervioso en Rusia.

El Gobierno Federal condena este ataque en los términos más enérgicos.

Se pide urgentemente al gobierno ruso que se pronuncie sobre el incidente.

La Sra. Navalni y los médicos que tratan al Sr. Navalni han sido informados de los resultados de la investigación.

El Ministerio de Asuntos Exteriores informará al embajador ruso de los resultados de la investigación.

El Gobierno Federal informará a sus socios de la UE y la OTAN de los resultados de la investigación a través del Ministerio de Asuntos Exteriores por los canales previstos para ello. Analizará una respuesta conjunta apropiada con sus socios a la luz de la declaración rusa.

El Gobierno Federal también se pondrá en contacto con la Organización para la Prohibición de las Armas Químicas (OPAQ).

El Gobierno Federal informará a los grupos parlamentarios del Bundestag Alemán.

Esperamos una completa recuperación de Alekséi Navalni.

El 6 de septiembre, en una entrevista al periódico Bild el ministro alemán de Relaciones Exteriores Heiko Maas ha pedido explicaciones sobre el envenenamiento del opositor ruso Alekséi Navalni. «Si la parte rusa no participa en la investigación del crimen contra el señor Navalni, esto sería un indicio más de la participación del Estado. Si no va más allá de los encubrimientos y las cortinas de humo, debemos asumir que Rusia tiene algo que ocultar», afirmó el ministro.
 Francia El ministerio de Exteriores de Francia el 25 de agosto declaró que considera a Navalni «víctima de un acto criminal» y piden a las autoridades de Rusia una investigación rápida y transparente. Asimismo en el comunicado se reitera que los responsables del ataque deben ser identificados y presentados ante la Justicia.
 Estados Unidos El secretario de Estado de los Estados Unidos Michael Pompeo el 25 de agosto mostró su preocupación por las conclusiones del informe del equipo médico que trata a Navalni. En caso de ser cierto el diagnóstico, los EE. UU. apoyan el llamamiento de la Unión Europea de realizar una exhaustiva investigación y están dispuestos a ayudar en este esfuerzo.
 Reino Unido El primer ministro del Reino Unido Boris Johnson el 26 de agosto ha exigido una investigación transparente del envenenamiento del político opositor Alekséi Navalni y ha prometido que su país se unirá a los esfuerzos internacionales para conseguir la acción de la Justicia.
 La Comisaria de Derechos Humanos del Consejo de Europa Dunja Mijatović el 26 de agosto ha hecho un llamamiento a las autoridades rusas para que hagan una pronta, transparente y efectiva investigación con el fin de arrojar luz sobre lo sucedido y, particularmente, sobre las sospechas de un envenenamiento intencionado.
OPAQ  La Organización para la Prohibición de las Armas Químicas el 3 de septiembre emitió un comunicado en el que recuerda que, según la Convención sobre Armas Químicas, cualquier envenenamiento de un individuo mediante un agente nervioso es considerado como empleo de arma química. Asimismo declara que la organización está pendiente del desarrollo de la situación así como dispuesta a prestar ayuda a cualquier Estado que requiera su asistencia.
 Tras una reunión del Consejo del Atlántico Norte el 4 de septiembre, el secretario general de la OTAN, Jens Stoltenberg, condenó el «espantoso intento de asesinato» contra el político de la oposición rusa Alekséi Navalni y pidió a Moscú que responda a las preguntas sobre el envenenamiento formuladas por los investigadores internacionales. «Todos los aliados hoy estuvieron unidos en condenar este ataque. Cualquier uso de armas químicas muestra una total falta de respeto por la vida humana y es una violación inaceptable de las normas y reglas internacionales», declaró Jens Stoltenberg.
Grupo de los Siete Los ministros de Asuntos Exteriores del G-7 el 8 de septiembre han emitido una declaración conjunta en la que condenan, en los más duros términos, el «confirmado envenenamiento» del opositor Alekséi Navalni. Así mismo destacan que el uso de armas químicas es inaceptable y contraviene toda norma internacional que lo prohíbe. También instan a Rusia a identificar a los responsables de este «abominable ataque tóxico».

## Regreso a Rusia tras el tratamiento por envenenamiento
El 17 de enero de 2021, Alekséi Navalni regresó a Rusia junto a su esposa tras permanecer cinco meses en Alemania después de su envenenamiento. En el Aeropuerto Internacional de Moscú-Vnúkovo se organizó un fuerte despliegue policial para evitar manifestaciones de los seguidores del líder opositor ante su inminente llegada, algunos de los cuales fueron detenidos. Finalmente, el avión fue desviado al Aeropuerto Internacional de Moscú-Sheremétievo, donde Navalni fue arrestado al cruzar el control de pasaportes, acusado de incumplir las condiciones de una condena previa por una presunta corrupción en el caso Yves Rocher.
Sin embargo, las autoridades rusas sabían de sobra que dicha sentencia había sido recurrida y la demanda ganada por el opositor en el Tribunal Europeo de Derechos Humanos. Los jueces de la Corte consideraron que Rusia violó los derechos fundamentales de Alekséi Navalni y su hermano Oleg y condenaron al Estado ruso a pagar 10 000 euros por daños y perjuicios (11 750 dólares) a cada hermano y reembolsar sus costos legales, que ascendieron a 45 000 euros para Alekséi y alrededor de 18 000 euros para Oleg.
Una vez puesto a disposición judicial, el Tribunal del distrito de Jimki decretó prisión provisional hasta el 15 de febrero, cuando se decidirá si continúa en prisión o regresa al régimen abierto de condena que disfrutaba antes del envenenamiento. En la sala del centro policial, adonde las autoridades rusas, en un caso sin precedentes, trasladaron a la jueza para celebrar la vista improvisada contra Alekséi Navalni, se pudo observar un retrato de Guénrij Yagoda, el célebre Comisario del Pueblo de Asuntos Internos, es decir el jefe del NKVD. De esta forma quedaban de manifiesto los vínculos históricos de la policía de la Federación de Rusia con las prácticas de la policía secreta de Stalin.
El 19 de enero, la Fundación Anticorrupción dirigida por Navalni publicó la investigación titulada El palacio de Putin: historia del mayor soborno acerca del palacio que tiene Putin a las orillas del mar Negro en Gelendzhik. La investigación consta de un documental con subtítulos en inglés así como con un informe publicado exclusivamente en ruso. Para el 1 de febrero, el vídeo del documental contaba con 106 millones de visualizaciones en Youtube.
El 23 de enero, decenas de miles de personas marcharon en más de 110 ciudades rusas en apoyo al opositor arrestado. Las fuerzas de seguridad detuvieron a más de 3000 personas, según la organización especializada en apoyo a detenidos OVD-Info. Entre los arrestados se encontraba su esposa, Yulia Naválnaya. En las protestas sucedidas el 31 de enero el número de detenidos superó los 5600.
Amnistía Internacional declaró a finales de febrero de 2021 que había decidido dejar de reconocer a Alekséi Navalni como «prisionero de conciencia» en base a unas declaraciones —que amnistía reconoció como «discurso de odio»— de quince años atrás en las que el activista había comparado a inmigrantes con cucarachas en un vídeo. La institución afirmó que desde entonces «no ha desmentido ni retirado sus palabras» y que un preso de conciencia «no puede ser alguien que promueva el odio o que emplee un discurso de odio». La ONG continuó haciendo campaña por su liberación, alegando que la razón de su encarcelación era exclusivamente por su activismo anti-Putin. Sin embargo, el 7 de mayo de 2021, la institución anunció que volvería a otorgarle la consideración después de observar que el gobierno de Rusia había recrudecido su actitud hacia Navalni tras haberla retirado en febrero.

## Juicio y encarcelamiento

### Antecedentes
El activista y opositor ruso fue acusado de no asistir a los controles de su libertad condicional, impuesta a raíz de la sentencia del caso Yves Rocher, mientras estaba siendo tratado en Alemania del envenenamiento por el agente nervioso Novichok. Dicha sentencia había sido recurrida y la demanda ganada por el opositor en el Tribunal Europeo de Derechos Humanos (TEDH). Los jueces de esta Corte consideraron que Rusia violó los derechos fundamentales de Alekséi Navalni y su hermano Oleg y condenaron al Estado ruso a pagar 10 000 euros por daños y perjuicios (11 750 dólares) a cada hermano y reembolsar sus costos legales, que ascendieron a 45 000 euros para Alekséi y alrededor de 18 000 euros para Oleg. Aunque Rusia abonó dichos importes a los hermanos Navalni, Rusia ignoró el veredicto, se negó a revocarlo a nivel estatal, a pesar de haber sido considerado «arbitrario y sin fundamento» por el TEDH.  El 20 de enero tras su detención, los abogados de Navalni habían solicitado «medidas provisionales» para su liberación. Sin embargo, las autoridades rusas rechazaron llevarla a cabo.

### Desarrollo del juicio
En previsión de protestas por el juicio contra Navalni, el 1 de febrero, la Dirección general de Moscú del Ministerio del Interior de Rusia emitió una nota en la que se enumeraban las calles próximas al Juzgado de la Ciudad de Moscú donde sería limitado el tráfico durante el desarrollo del juicio.  Los policías que el 2 de febrero blindaron los alrededores del juzgado tenían ocultado su número identificativo y arbitrariamente detenían a personas a la salida de la estación de metro cercana.
El 2 de febrero de 2021, se resolvió el juicio y Navalni fue condenado a tres años y medio de prisión acusado de violar la libertad condicional al no personarse en 2020 ante la autoridad competente. Durante su vista judicial afirmó que el presidente del país, Vladímir Putin, «pasará a la historia como envenenador». La Unión Europea, Estados Unidos, el Reino Unido han denunciado la condena. La UE exigió su liberación inmediata.
Un mes más tarde, el 16 de febrero, el Tribunal Europeo de Derechos Humanos ordenó la liberación inmediata de Navalni por parte del gobierno ruso, por la «naturaleza y peligro de muerte del solicitante». El ministro de Justicia de Rusia Konstantín Chúychenko afirmó que la solicitud constituía «una flagrante intromisión en el sistema judicial de un estado soberano» y que ésta era «irrazonable e ilegal» al, supuestamente, carecer de «ninguna referencia a ningún estatuto o norma que justificara tal decisión del tribunal».
El 20 de febrero, un juzgado de Moscú rechazó la apelación de Navalni y mantuvo su sentencia de cárcel. Sin embargo, redujo la pena total en seis semanas tras contabilizar el tiempo que había pasado en arresto domiciliario como tiempo de encarcelamiento. Ese mismo día, otro tribunal condenaba a Navalni a pagar 850 000 rublos de multa por difamar y haber llamado «traidor» a un veterano ruso de la Segunda Guerra Mundial.

### Estancia en prisión

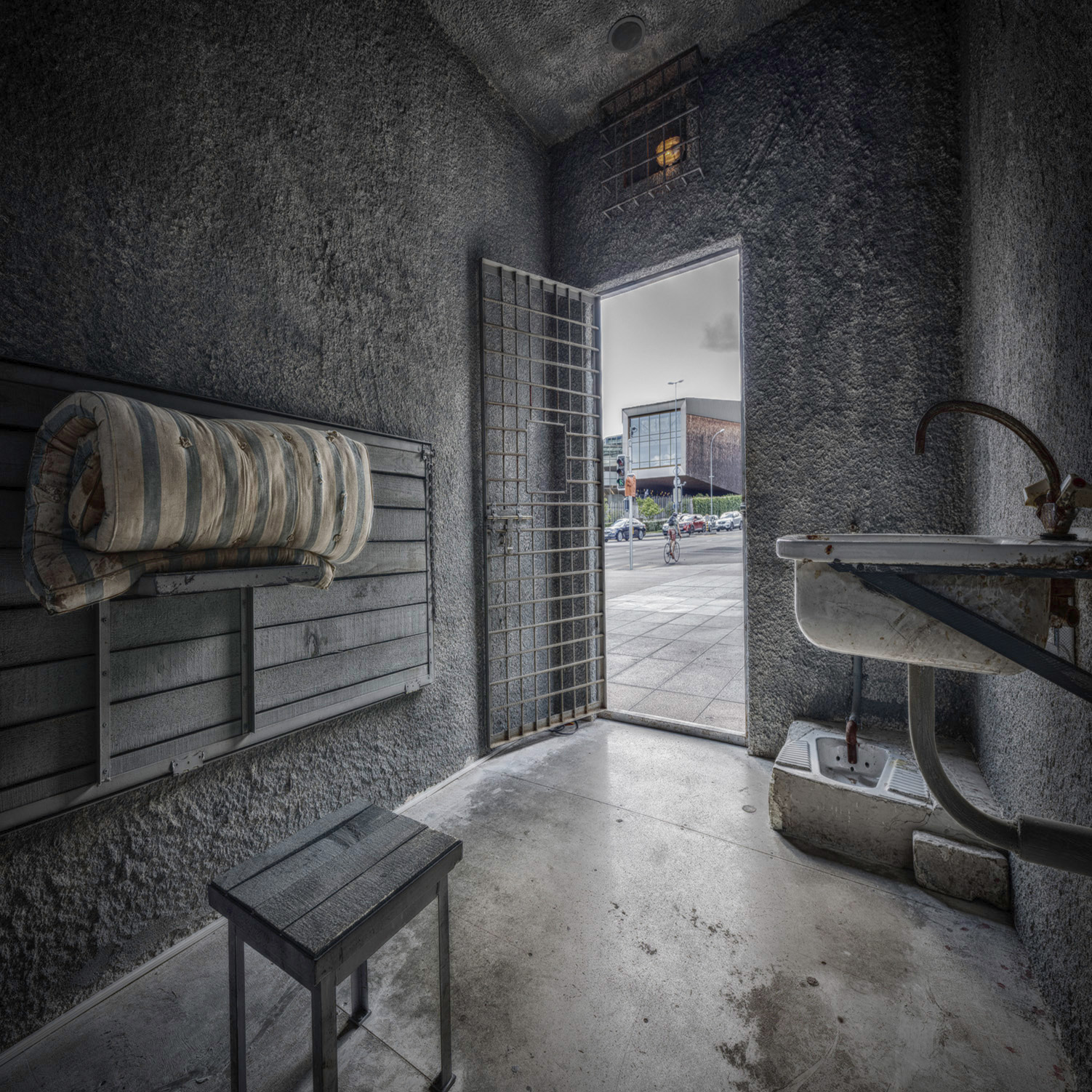
Réplica de la celda de aislamiento de Navalni en exhibición en la Place des Nations de Ginebra, junio de 2023

El 28 de febrero de 2021, se publicó la noticia de que Navalni había llegado presuntamente a la Colonia Colectiva Número 2 en Pokrov (Óblast de Vladímir).
Ya en prisión, Navalni presentó una queja formal acusando a las autoridades de tortura mediante privación del sueño. Navalni relató a sus abogados que los guardas lo hacían levantarse ocho veces cada noche para obligarlo a reconocer ante una cámara que aún se encuentra en su celda. Según sus abogados, Navalni ha afirmado sufrir problemas de salud, presentar síntomas como dolor de espalda severo; y que la institución carcelaria había denegado sus peticiones para obtener una cita médica con el argumento de que Navalni había sido evaluado y que este se encontraba «en condiciones satisfactorias». Las celdas de aislamiento en los penales de Rusia cuentan con una cama fijada a la pared con dos cadenas y que cada mañana los carceleros la suben para que los presos no puedan acostarse en ella hasta las 20:30. El único taburete está atornillado al suelo. En el momento de fallecimiento, Navalni llevaba 1.120 días de reclusión de los cuales más de 300 estuvo confinado en una celda de aislamiento en condiciones infrahumanas.
El 31 de marzo de 2021, Navalni anunció que daría comienzo a una huelga de hambre para protestar la falta de tratamiento médico porque «es un derecho estipulado en la ley». En unas declaraciones el 6 de abril, su abogado aseguró que Navalni se encontraba «gravemente enfermo» y que presentaba fiebre y tos, además de haber perdido la sensibilidad en manos y piernas. Navalni había sido trasladado el día anterior a un pabellón de enfermos de la prisión en la que se encontraba.
El día 19 de abril de 2021, el gobierno ruso accedió a trasladar a Navalni a un hospital para reclusos, tras las continuas presiones de la Unión Europea y Estados Unidos. Más tarde, el 29 de abril, Navalni apareció ante el público por primera vez desde el comienzo de su huelga de hambre, en una fotografía publicada por un tribunal de apelación en el que participó ese día, mostraba un aspecto demacrado.
El 22 de marzo de 2022, fue declarado culpable por un tribunal ruso a una pena de nueve años por «fraude y desacato a tribunales rusos». El juicio es considerado como un fraude por numerosos países.

### Desaparición
El 11 de diciembre de 2023, los ayudantes de Navalni revelaron que no habían tenido ningún contacto con Navalni durante seis días. Según sus declaraciones, fue sacado de la colonia penal donde había estado recluido y que se desconoce su paradero actual. La desaparición se produjo después de que Navalni fuera sentenciado a diecinueve años adicionales en agosto y el comienzo de la temporada de campaña para la presidencia rusa, para la cual Putin había anunciado recientemente su candidatura. Los asesores de Navalni habían estado preparando su traslado a una colonia de «régimen especial», que se describe como el grado más severo en el sistema penitenciario de Rusia. El 25 de diciembre, se anunció su localización «en una colonia penal en Jarp, un pueblo de la región de Yamalia-Nenetsia a unos mil novecientos kilómetros al noreste de Moscú».

## Concesión del Premio Sájarov por el Europarlamento
El 15 de diciembre de 2021, en el Parlamento Europeo tuvo lugar la entrega del Premio Sájarov a la Libertad de Conciencia concedido a  Alekséi Navalni, quien permanecía en la cárcel, motivo por el cual lo recogió su hija Daria Naválnaya. En su discurso de agradecimiento, la joven estudiante de veinte años aprovechó la ocasión para lanzar una dura crítica «a los pragmáticos» que contemporizan con dictadores. A continuación, se celebró una conferencia de prensa en la que tomó parte el colaborador de Navalni e impulsor de la organización no gubernamental Fundación Anticorrupción Leonid Vólkov. El 16 de diciembre, el periódico alemán Der Spiegel publicaba una entrevista con Daria Naválnaya en la que la joven relataba su experiencia al conocer el envenenamiento de su padre, las cartas que éste le dirige desde la prisión así como la opinión que le merecen los envenenadores del político.

## Fallecimiento
El día 16 de febrero de 2024, se anunció el fallecimiento de Navalni en la prisión IK-3 (conocida también como «Lobo Polar») de Jarp, distrito autónomo de Yamalia-Nenetsia, luego de un comunicado oficial del propio Servicio Federal Penitenciario de Rusia, que indicaron que Navalni se había sentido mal «después de una caminata» el viernes 9 de febrero.
Según el comunicado oficial de los servicios penitenciarios:

Navalni se sintió mal y perdió el conocimiento después de dar un paseo en la prisión. Se le practicaron los necesarios procedimientos de reanimación, que no dieron ningún resultado. Los médicos de urgencias constataron la muerte del condenado. Se están averiguando las causas del fallecimiento.

El abogado de Navalni, Leonid Soloviov, declaró a Nóvaya Gazeta: «De acuerdo con la decisión de la familia de Alekséi Navalni, no voy a hacer ningún comentario. Estamos aclarando las cosas. Alekséi estuvo acompañado por un abogado el miércoles. Entonces todo era normal».
Luego de la noticia, diversos mandatarios europeos lamentaron la muerte de Navalni y responsabilizaron al gobierno ruso de la tragedia. Entre los líderes, estaba el presidente del Consejo Europeo, Charles Michel, el secretario general de la OTAN, Jens Stoltenberg, el asesor de Seguridad Nacional de Joe Biden, Jake Sullivan, la presidenta del Parlamento Europeo, Roberta Metsola, entre otros. En tanto, la ONU expresó su indignación y exigió el fin a las persecuciones en Rusia.
Miles de personas salieron a las calles en todo el mundo para protestar por la muerte de Navalni.
Con el deceso de Navalni, se suma a la lista de muertes misteriosas sin esclarecer en Rusia.